# Pantalla IPS

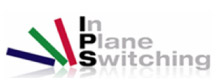

L'IPS (In-plane Switching) és una tecnologia de pantalles de cristall líquid (LCD) desenvolupada a finals de la dècada de 1980 per superar les limitacions de l'efecte nemàtic torçat (Twisted Nematic) en pantalles LCD. Aquesta tecnologia aborda problemes com la resposta lenta, l'angle de visió restringit i la reproducció de colors deficient. L'IPS es basa en disposar i ajustar les molècules del cristall líquid de manera paral·lela als substrats de vidre, millorant així significativament la qualitat de la imatge, els angles de visió i la precisió cromàtica. A la dècada del 2020 l'IPS és àmpliament utilitzat en aplicacions que requereixen altes prestacions visuals, com monitors, televisors i dispositius mòbils.